# Aphrodisium niisatoi
Aphrodisium niisatoi là một loài bọ cánh cứng trong họ Cerambycidae.